# Edward Kynaston

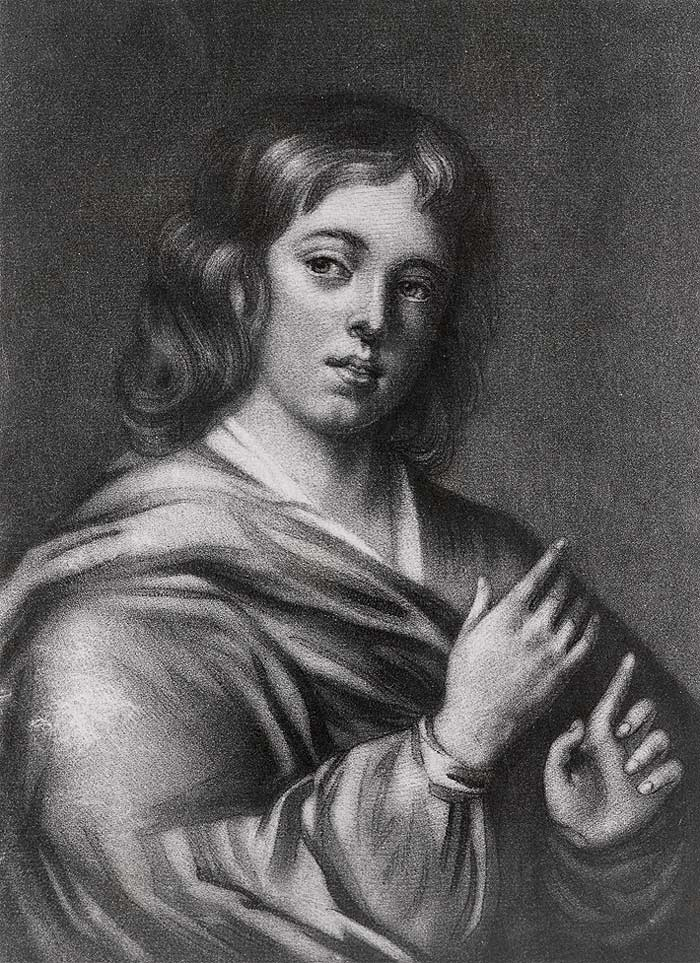
Edward Kynaston, Mezzotinto, 19. Jh.

Edward Kynaston, genannt Ned Kynaston (* um 1640 in London; † im Januar 1706) war ein englischer Schauspieler. Wahrscheinlich war er einer der letzten männlichen Schauspieler seiner Zeit, die weibliche Rollen auf der Theaterbühne gespielt haben.

## Leben
Kynaston war, wie zeitgenössischen Berichten zu entnehmen ist, ein gefeierter Londoner Bühnenstar, der während seiner Theaterkarriere sowohl in weiblichen als auch in männlichen Rollen geglänzt hat. Er startete seine Bühnenkarriere zu einem Zeitpunkt, als auf dem Theater traditionell alle weiblichen Rollen von Knaben oder Männern gespielt wurden. Erst mit Charles II., der seine Jugend in Frankreich zugebracht und Schauspielerinnen auf der Bühne gesehen hatte, änderte sich die Situation in England. Mit seinem Erlass von 1662 wurde es Männern untersagt, Frauen auf der Bühne darzustellen.
Die Hauptquelle über Ned Kynaston und seine Rolle im Theater der Restaurationszeit stammt von Samuel Pepys, der ein eifriger Theatergänger und ebenso eifriger Tagebuchschreiber war. Am 18. August 1660 trug Pepys in sein Tagebuch ein, dass er John Fletchers Stück The Loyall Subject im Theater gesehen habe, wo „Kinaston […] made the loveliest lady that I ever saw in my life“. Auch Colley Cibber, ein erfolgreicher Theaterleiter und Schauspieler, erwähnt Ned Kynaston an mehreren Stellen seiner Autobiografie An apology for the life of Mr. Colley Cibber von 1740. In seinem Buch schreibt er über Kynaston, was Shakespeares Monarchen betreffe, so sei er jeden Zoll ein würdiger und natürlicher König gewesen.
Aus seinen späteren Lebensjahren versiegen die Quellen, und es gibt keine Hinweise, ob und wieweit er noch auf der Theaterbühne präsent war. Kynaston starb 1706 in London und wurde am 8. Januar 1706 in St. Paul’s Church in Covent Garden beigesetzt.

## Ned Kynaston im Film
Ned Kynaston ist der Protagonist in dem Film Stage Beauty (2004) nach dem Roman von Jeffry Hatcher. Billy Crudup spielt unter der Regie von Richard Eyre die Rolle Ned Kynastons, Claire Danes spielt in dem Film eine der ersten Schauspielerinnen auf einer britischen Bühne, Margaret Hughes.